# أندرو شامبلس
أندرو شامبلس (بالإنجليزية: Andrew Chambliss)‏ هو كاتب سيناريو أمريكي، ولد في 25 أغسطس 1981 في الولايات المتحدة.

## وصلات خارجية
- أندرو شامبلس على موقع IMDb (الإنجليزية)
- أندرو شامبلس على موقع قاعدة بيانات الفيلم (الإنجليزية)